# Populacja statystyczna
Populacja statystyczna (inaczej populacja generalna, zbiorowość generalna) – zbiór elementów, podlegających badaniu statystycznemu. 

## Opis
Populacją w badaniu statystycznym wzrostu ludzi w Polsce będą wszyscy ludzie w Polsce. Nie wszystkie populacje muszą istnieć w rzeczywistości, niektóre z nich mają charakter wyłącznie hipotetyczny (zob. metoda Monte Carlo).
Elementy populacji statystycznej nazywamy jednostkami statystycznymi, zaś badana cecha to cecha statystyczna.
Ze względu na liczebność zbioru, populacje można podzielić na:
- populacje skończone (np. populacja ludzi w Polsce)
- populacje nieskończone (np. czas).

Ponieważ często badanie statystyczne całej populacji jest nieuzasadnione lub niemożliwe (przyczyny: patrz badanie statystyczne), dlatego zwykle bada się jedynie wybrane losowo elementy populacji, czyli próbę losową, a następnie wnioskuje na podstawie obserwacji cechy w próbie o możliwych wartościach cechy w populacji. Dlatego właśnie niektóre pojęcia statystyczne mogą odnosić się zarówno do populacji, jak i do próby (są to tzw. wielkości empiryczne). I tak rozróżniamy np.: rozkład prawdopodobieństwa w populacji i rozkład próby losowej (empiryczny), wariancję w populacji i wariancję z próby, korelację w populacjach i korelację z próby itd.
Przykład: badaną cechą statystyczną jest wzrost Polaków, a populacją cała ludność Polski. Badanie statystyczne całej populacji jest nieuzasadnione z ekonomicznego punktu widzenia, dlatego wybieramy losowo próbę 1000 Polaków i notujemy wartości przyjmowane przez cechę: wzrost. Na podstawie wyników próby możemy obliczyć parametry rozkładu empirycznego cechy: średnią, odchylenie standardowe z próby itd. Dzięki tym wynikom oraz zasadom wnioskowania statystycznego możemy wnioskować o tym, jak wygląda rozkład cechy w całej populacji.